# Eriocaulon nanellum
Eriocaulon nanellum là một loài thực vật có hoa trong họ Eriocaulaceae. Loài này được Ohwi mô tả khoa học đầu tiên năm 1930.